# Sun Qian
Sun Qian (14 mei 1996) is een Chinese tafeltennisser, die speelde voor het stadsteam van Xiamen, een zusterstad van Zoetermeer. De contacten tussen beide steden hadden onder meer tot gevolg dat in de periode 2011 - 2013 vier jonge tafeltennissers uit Xiamen (behalve Sun ook Zheng Zeng, Lv Leyi en Yang Sen) allemaal een paar maanden meespeelden in het eredivisieteam van de Zoetermeerse tafeltennisvereniging Taverzo. Sun speelde mee in de voorjaarscompetitie 2012 maar kon niet de hele periode meemaken omdat hij vanwege beginnende hernia-klachten eerder dan gepland weer huiswaarts ging. De komst van de Chinese stagiairs was ook een voordeel voor de Nederlandse topspelers op Papendal die hiermee goede trainingspartners kregen.